# NGC 5351
NGC 5351 est une galaxie spirale située dans la constellation des Chiens de chasse. Sa vitesse par rapport au fond diffus cosmologique est de 3 804 ± 14 km/s, ce qui correspond à une distance de Hubble de 56,1 ± 3,9 Mpc (∼183 millions d'al). NGC 5351 a été découverte par l'astronome germano-britannique William Herschel en 1787.
La classe de luminosité de NGC 5351 est II et elle présente une large raie HI.
À ce jour, 17 mesures non basées sur le décalage vers le rouge (redshift) donnent une distance de 45,853 ± 12,461 Mpc (∼150 millions d'al), ce qui est à l'intérieur des valeurs de la distance de Hubble. Notons que c'est avec la valeur moyenne des mesures indépendantes, lorsqu'elles existent, que la base de données NASA/IPAC calcule le diamètre d'une galaxie et qu'en conséquence le diamètre de NGC 5351 pourrait être d'environ 48,2 kpc (∼157 000 al) si on utilisait la distance de Hubble pour le calculer.

## Groupe de NGC 5395
Selon A.M. Garcia, la galaxie NGC 5351 fait partie d'un groupe de galaxies qui compte au moins cinq membres, le groupe de NGC 5395. Les autres galaxies sont NGC 5341, NGC 5394, NGC 5395 et UGC 8806.
D'autre part, Abraham Mahtessian mentionne aussi ce groupe auquel il ajoute la galaxie NGC 5378 et NGC 5380. Ces deux dernières galaxies font partie d'un trio mentionnées par Garcia, le groupe de NGC 5378. Dépendant des critères de regroupement utilisés, ces deux groupes pourraient sans doute être réunis pour former un groupe de huit galaxies.